# Plac Małostrański
Plac Małostrański (czeski: Malostranské náměstí) – plac znajdujący się w centrum dzielnicy Malá Strana, w Pradze, w części miasta Praga 1. W rzeczywistości są to dwa place, przedzielone kościołem i powiązane blokiem budynków.
W górnej (północnej) części placu wznosi się „morowa” kolumna Św. Trójcy.
W latach 1858–1919 na placu znajdował się pomnik feldmarszałka Josepha Radetzkiego, a sam plac nosił jego imię.

## Galeria

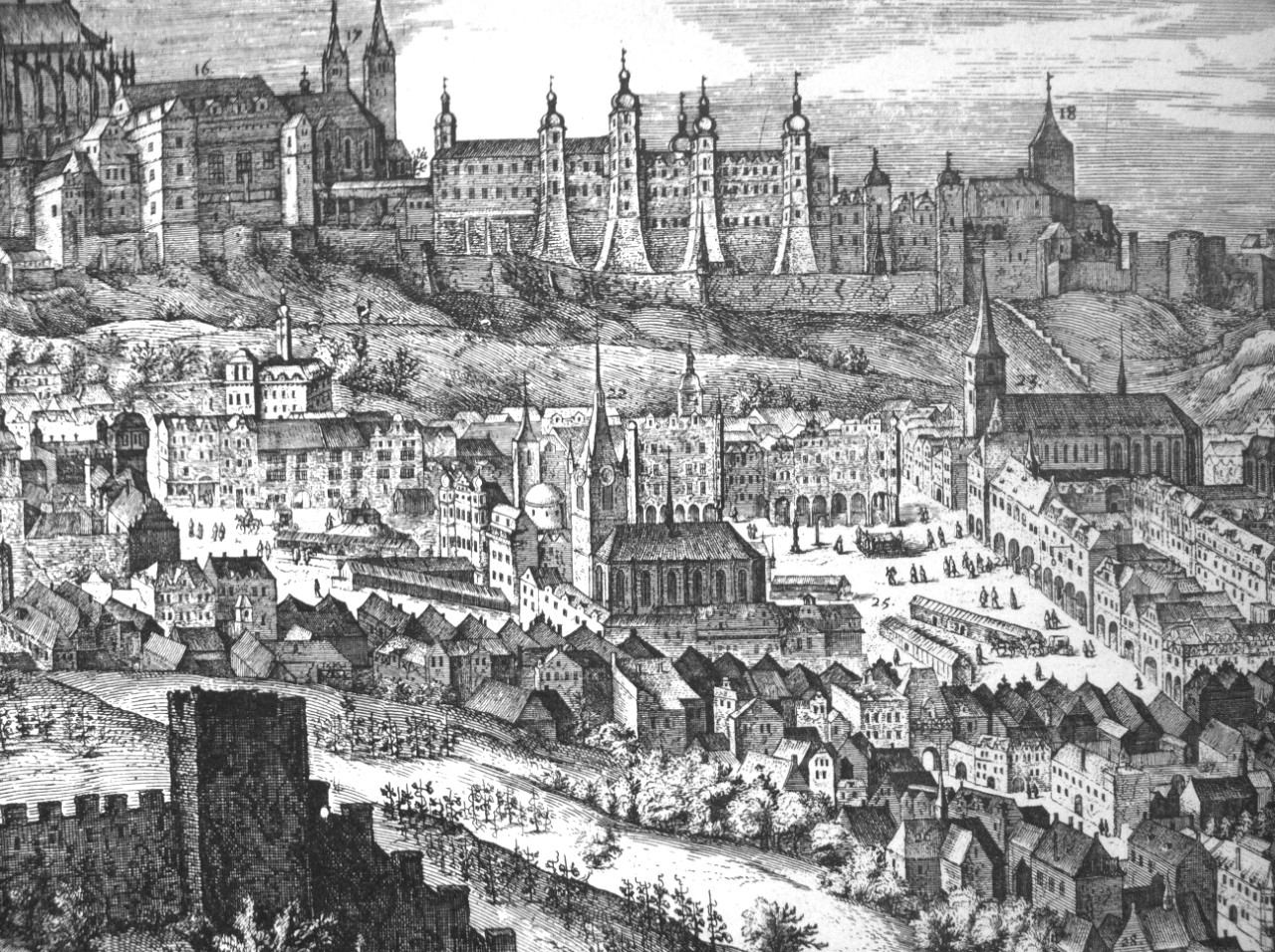
Plac w początkach XVII w.
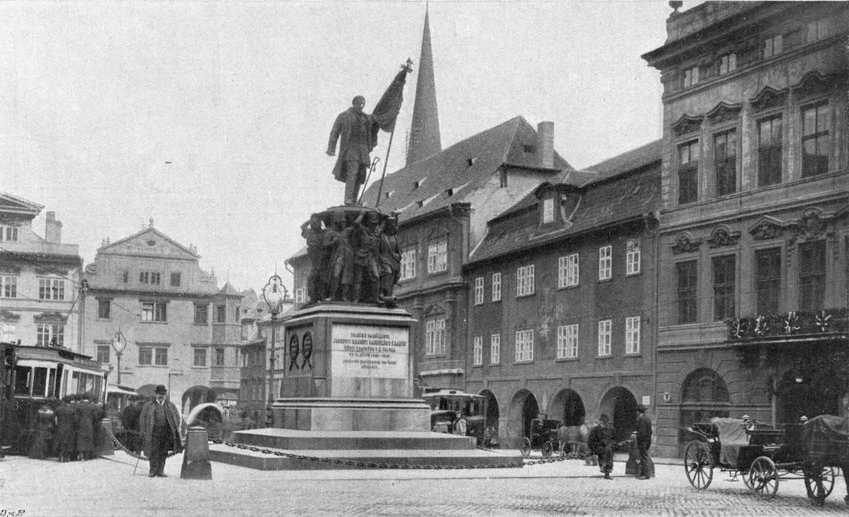
Plac z pomnikiem Radeckyego, początek XX w.
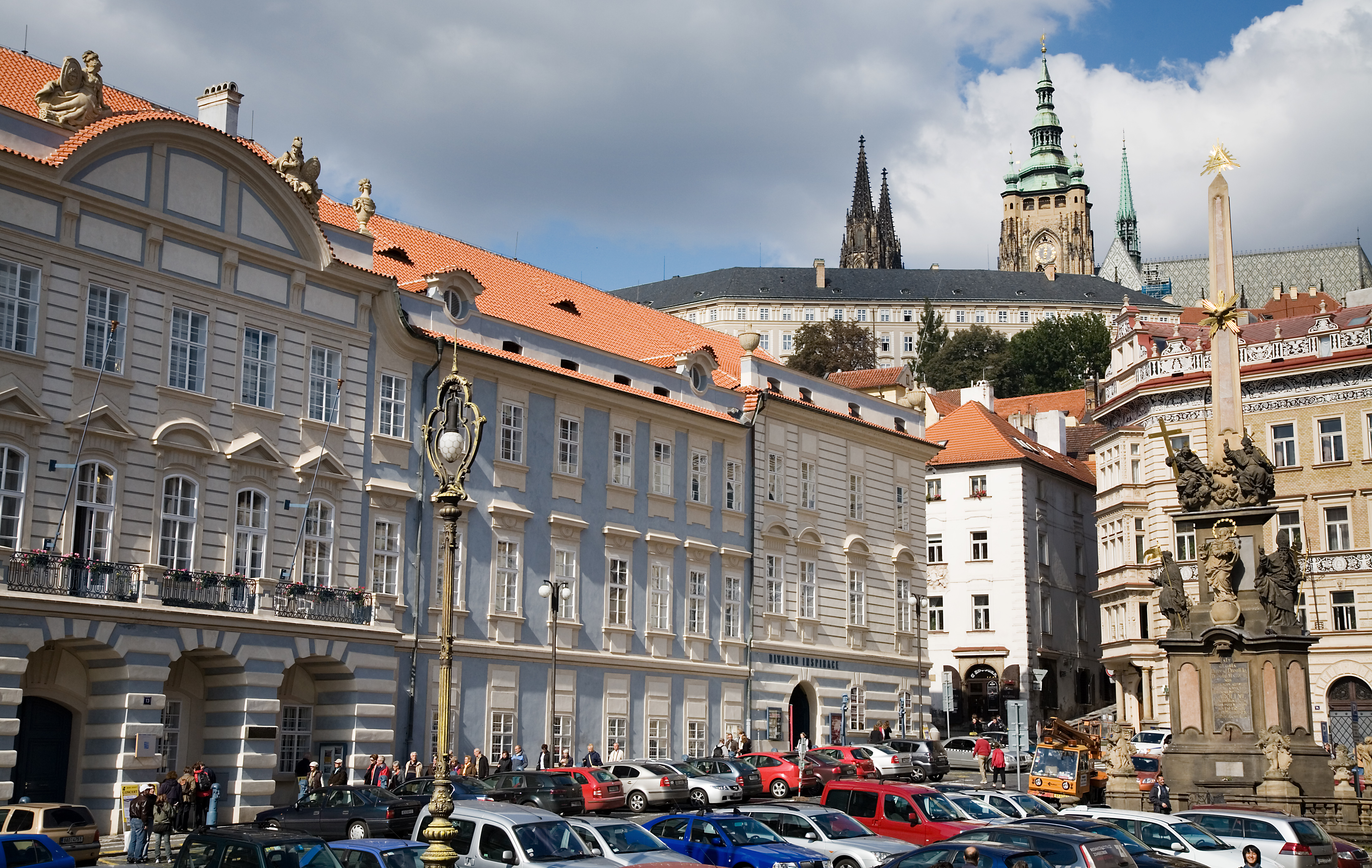
Po lewej Lichtenštejnský palác, po prawej Kolumna Św. Trójcy
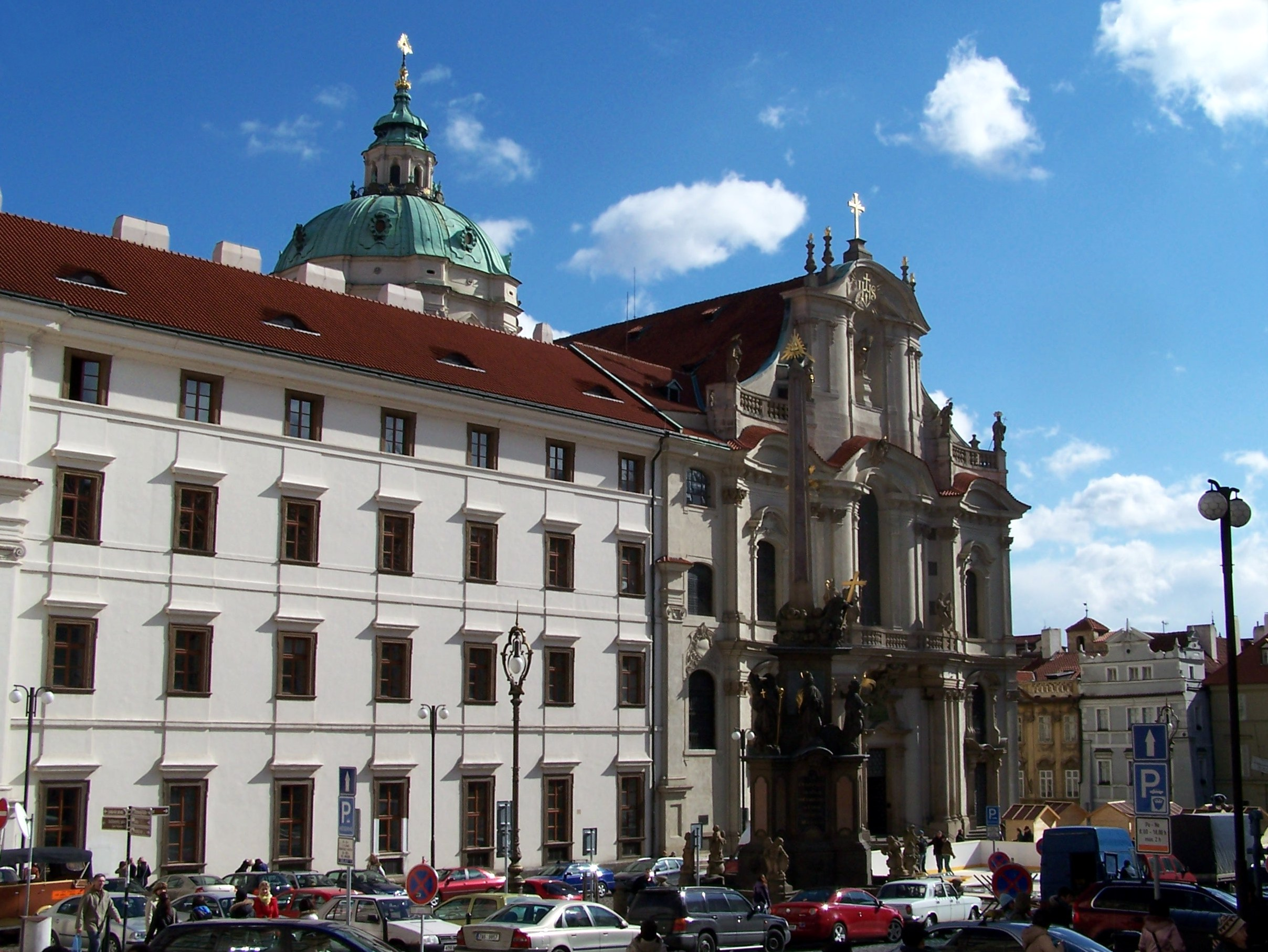
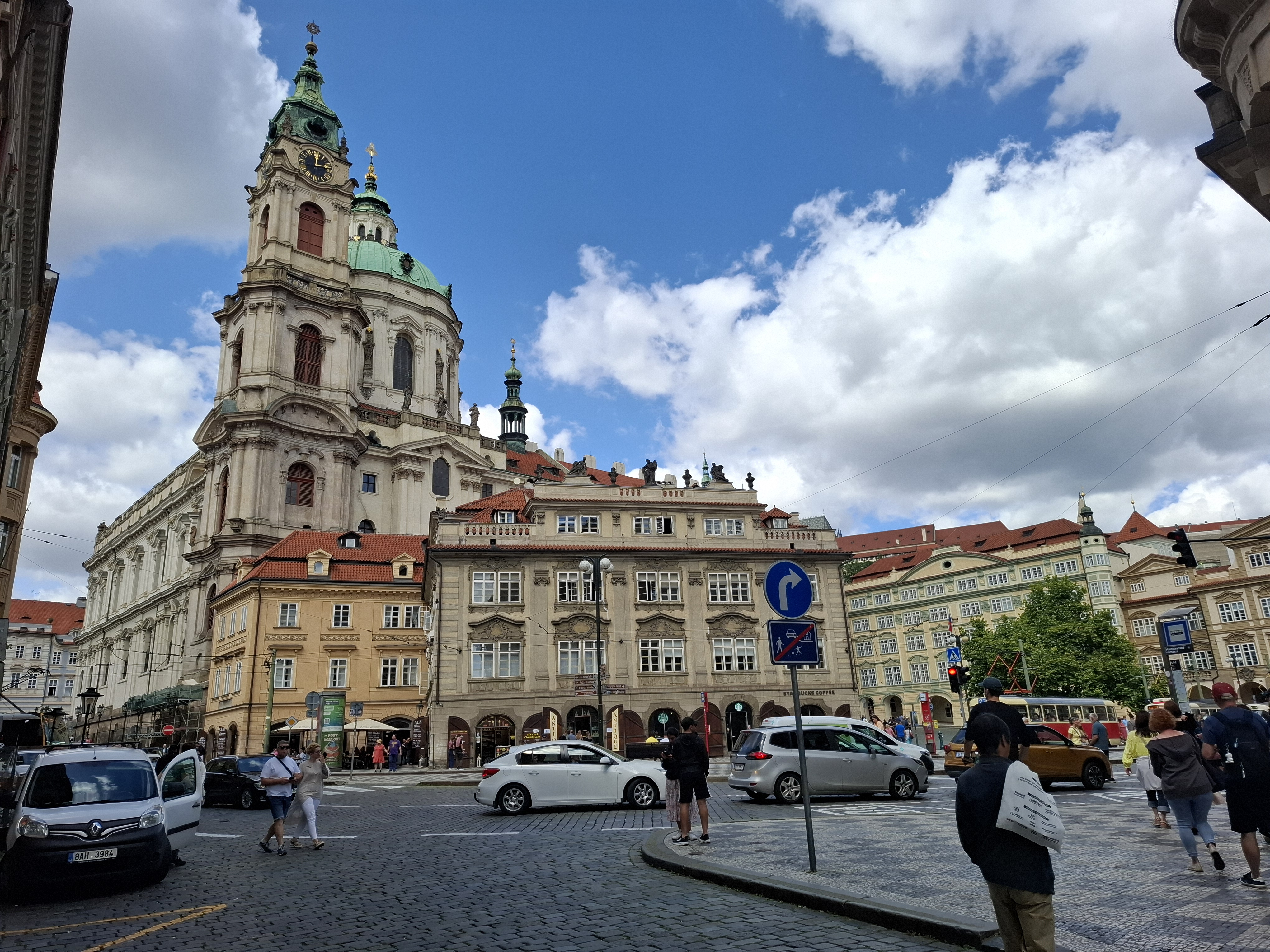
Widok na plac od strony ulicy Mostecká, sierpień 2025